# DarkComet

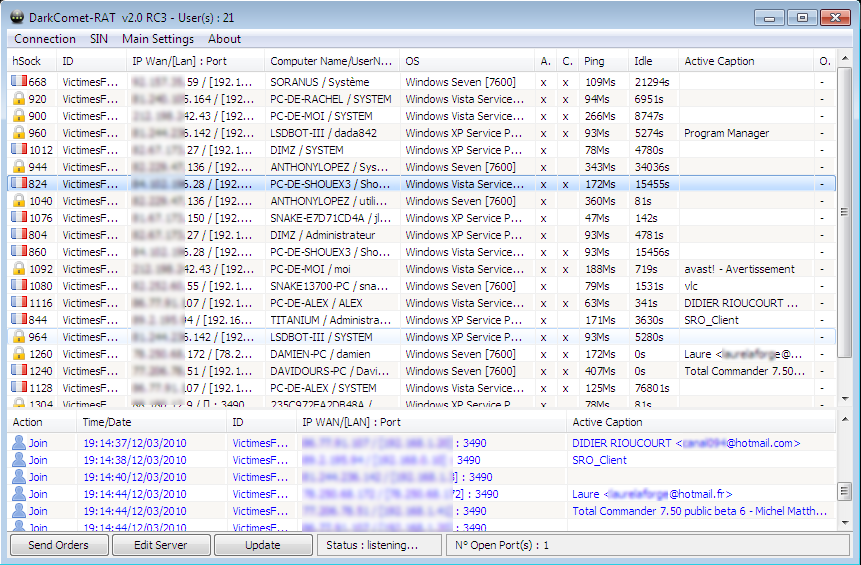
DarkComet 2.0

DarkComet – działające w systemie Windows narzędzie typu Remote Administration Tool (RAT), umożliwiające wykonywanie zdalnych komend. Oprogramowanie stworzył programista Jean-Pierre Lesueur (DarkCoderSc).
Jest klasyfikowane jako koń trojański. Narzędzie umożliwia m.in. ciche rejestrowanie klawiszy oraz przechwytywanie treści dźwiękowej i obrazu z zainfekowanego komputera.
Rozwój programu został zaniechany, częściowo z powodu wykorzystania go do monitorowania aktywistów podczas wojny domowej w Syrii, ale także z powodu obawy autora przed aresztowaniem z nieokreślonych powodów.